# 13822 Stevedodson
13822 Stevedodson este un asteroid din centura principală de asteroizi.

## Descriere
13822 Stevedodson este un asteroid din centura principală de asteroizi. A fost descoperit pe 2 noiembrie 1999 la Kitt Peak National Observatory în cadrul proiectului Spacewatch. Asteroidul prezintă o orbită caracterizată de o semiaxă mare de 2,32 ua, o excentricitate de 0,17 și o înclinație de 2,9° în raport cu ecliptica.